# Choubeila Rached

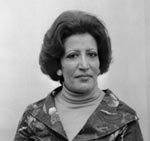
Choubeila Rached

Choubeila Rached (tiếng Ả Rập: شبيلة راشد) (1933 tại Tunis – ngày 9 tháng 4 năm 2008) là một ca sĩ người Tunisia. Sự nghiệp của bà bắt đầu như là một phần của The Rachidia. Rached được trang trí bằng phù hiệu của Huân chương Công trạng trong lĩnh vực văn hóa của Tổng thống Zine el Abidine Ben Ali.

## Cái chết và di sản
Rached chết ngày 9 tháng 4 năm 2008 tại Tunis.
Rached biểu diễn như một nghệ sĩ trong hơn bốn thập kỷ. Bà được tín nhiệm vì đã quảng bá âm nhạc Tunisia ra khỏi biên giới như một phần của tour diễn trên toàn thế giới.